# Podsavezna nogometna liga Livno 1960./61.
Podsavezna nogometna liga Livno, također i kao "Livanjska podsavezna liga" je bila liga četvrtog stupnja nogometnog prvenstva Jugoslavije u sezoni 1960./61. 
 Sudjelovalo je 6 klubova, a prvak je bio "Troglav" iz Livna. 

## Ljestvica
| mj. | klub                       | ut. | pob. | ner. | por. | gol+ | gol- | bod |
| --- | -------------------------- | --- | ---- | ---- | ---- | ---- | ---- | --- |
| 1.  | Troglav Livno              | 10  | 9    | 0    | 1    | 74   | 9    | 18  |
| 2.  | Krajišnik Bosansko Grahovo | 10  | 6    | 1    | 3    | 34   | 31   | 13  |
| 3.  | Tekstilac Livno            | 10  | 5    | 2    | 3    | 26   | 28   | 12  |
| 4.  | Sloga Guber                | 10  | 5    | 1    | 4    | 23   | 19   | 11  |
| 5.  | Radnički Rilić             | 10  | 1    | 1    | 8    | 14   | 48   | 3   |
| 6.  | Kupres                     | 10  | 1    | 1    | 8    | 16   | 52   | 3   |

## Rezultatska križaljka
| kratica | klub                       | BRA | KUP | RAD | SLO | TEK | TRO |
| --- | -------------------------- | --- | --- | --- | --- | --- | --- |
| KRA | Krajišnik Bosansko Grahovo |     |     |     |     |     |     |
| KUP | Kupres                     |     |     |     |     |     |     |
| RAD | Radnički Rilić             |     |     |     |     |     |     |
| SLO | Sloga Guber                |     |     |     |     |     |     |
| TEK | Tekstilac Livno            |     |     |     |     |     |     |
| TRO | Troglav Livno              |     |     |     |     |     |     |
| |                            |     |     |     |     |     |     |
| podebljan rezultat - utakmice od 1. do 5. kola (1. utakmica između klubova) rezultat normalne debljine - utakmice od 6. do 10. kola (2. utakmica između klubova) rezultat nakošen - nije vidljiv redoslijed odigravanja međusobnih utakmica iz dostupnih izvora rezultat nakošen i smanjen * - iz dostupnih izvora nije uočljiv domaćin susreta prekrižen rezultat - poništena ili brisana utakmica p - utakmica prekinuta 3:0 p.f. / 0:3 p.f. - rezultat 3:0 bez borbe n.i. - nije igrano |                            |     |     |     |     |     |     |

 Izvori: 